# Anaplectoides mixta
Anaplectoides mixta är en fjärilsart som beskrevs av Adrian Hardy Haworth 1809. Anaplectoides mixta ingår i släktet Anaplectoides och familjen nattflyn. Inga underarter finns listade i Catalogue of Life.